# Petrus Pontén
Petrus Pontén, ursprungligen Peter Jansson, född 24 augusti 1741 i Tolgs församling i Kronobergs län, död 2 december 1824 i Hultsjö församling i Jönköpings län, var en svensk präst. 
Petrus Pontén var son till gästgivaren Jan Bengtsson och Margareta Johansdotter i Tolgs Brogård, Tolgs församling i Småland. Efter gymnasialexamen i Växjö antog han namnet Pontén, vilket var en latinisering av födelsegården Bro, och han kom att bli stamfader för släkten Pontén från Småland med åtskilliga präster. Han blev student vid Lunds universitet 1761, disputerade där 1763 och 1765, blev magister 1766 och prästvigdes samma år. Petrus Pontén blev komminister i Dänningelanda församling i Växjö stift 1774, kyrkoherde i Hultsjö församling i Växjö stift 1796, utsågs till prost honoris causa 1800 och kontraktsprost 1804, blev jubelmagister 1816 och tjänstfri 1817.
Petrus Pontén gifte sig 1775 med Rebecka Widegren (1753–1798), dotter till komminister Petrus Widegren i Dänningelanda. De fick barnen Johan Pontén (1776–1867), Peter Pontén (född 1779), kyrkoherde i Linneryd, Anders Daniel Pontén (född 1782), kyrkoherde i Järsnäs, Margareta Christina (1784–1864), gift med fanjunkaren Anders Westberg, Sara Johanna Pontén (1787–1812) och Bengt Samuel Pontén (född 1789), komminister i Dänningelanda.